# Sammy Lelei
Sammy Lelei (Eldoret, 14 augustus 1964) is een voormalige Keniaanse langeafstandsloper, die zich had toegelegd op de wegatletiek en met name de halve marathon en de hele marathon.

## Loopbaan
In 1993 won Lelei de halve marathon van Lissabon in 59.24. Later bleek de afstand niet te kloppen; het traject was 97 meter te kort. Kort daarna won hij de wel correct bemeten halve marathon van Berlijn in 1:00.42, op dat moment de derde wereldtijd ooit. In datzelfde jaar werd hij vijfde in de Boston Marathon en achtste in de marathon van New York. Die laatste prestatie verbeterde hij door in de editie van 1994 vierde te worden.
In 1995 begon Sammy Lelei met een derde plaats in de marathon van Parijs, waarna hij in de herfst van dat jaar zijn grootste triomf vierde door op 4 september zijn zevende marathon ooit, de marathon van Berlijn, te winnen in een tijd van 2:07.02. Slechts Belayneh Densamo was ooit sneller geweest op deze afstand.
In 1996 werd Lelei vijfde in Boston en derde in Berlijn. Een jaar later kwam hij op de marathon van Berlijn met 2:08.00 voor de laatste maal in de buurt van zijn beste tijd uit 1995.

## Persoonlijke records
| Onderdeel      | Prestatie              | Datum             | Plaats  |
| -------------- | ---------------------- | ----------------- | ------- |
| halve marathon | 1:00.42                | 4 april 1993      | Berlijn |
| marathon       | 2:07.02 (ex-nat. rec.) | 24 september 1995 | Berlijn |

## Palmares

### 10.000 m
- 1992:  Keniaanse kamp. in Nairobi - 28.44,0

### 10 km
- 1992:  Peachtree Road Race - 27.56
- 1992: 4e Asbury Park Classic - 28.48
- 1993:  Peachtree Road Race - 28.10

### 15 km
- 1992:  Cascade Run Off in Portland - 42.42
- 1992:  Utica Boilermaker - 43.39
- 1993:  Cascade Run Off in Portland - 43.17
- 1993:  Utica Boilermaker - 43.45

### halve marathon
- 1992: 4e halve marathon van Berlijn - 1:01.57
- 1992:  halve marathon van Vitry-sur-Seine - 1:01.26
- 1993:  halve marathon van Lissabon - 59.42
- 1993:  halve marathon van Berlijn - 1:00.42
- 1994: 5e halve marathon van Parijs - 1:02.17
- 1997:  halve marathon van Kyoto - 1:03.05

### marathon
- 1992: 17e marathon van New York - 2:18.16
- 1993: 5e marathon van Boston - 2:12.12
- 1993: 8e marathon van New York - 2:13.56
- 1994: 23e marathon van Boston - 2:13.40
- 1994: 4e marathon van New York - 2:12.24
- 1995:  marathon van Parijs - 2:11.11
- 1995:  marathon van Berlijn - 2:07.02
- 1996: 5e marathon van Boston - 2:10.11
- 1996:  marathon van Berlijn - 2:09.49
- 1997: 17e marathon van Boston - 2:17.20
- 1997:  marathon van Berlijn - 2:08.00
- 1998: 10e marathon van Rotterdam - 2:14.29
- 1998:  marathon van Gold Coast - 2:15.54
- 1999: 32e marathon van Berlijn - 2:20.14

### veldlopen
- 1989: 77e WK in Boston - 38.45